# Anantarika-karma
Ānantarika-karma eller ānantarika-kamma är inom buddhismen en handling som genom den karmiska processen orsakar en omedelbar katastrof. Dessa anses vara mycket allvarliga, och gör att den som begått någon av dessa handlingar inte kan bli en sotapanna, sakadagami, anagami eller arahant i samma livstid. De fem handlingarna är:
- Medvetet döda sin far
- Medvetet döda sin mor
- Döda en Arahant (upplyst varelse)
- Spilla blodet av en buddha
- Skapa en schism inom Sanghat, den buddhistiska gemenskapen av munkar och nunnor.

I mahayana refereras dessa handlingar till som pañcānantarya och nämns i "Sutran given av Buddha gällande den totala utrotningen av Dharman"